# Velhagen & Klasings Monatshefte
Velhagens & Klasings Monatshefte  waren eine illustrierte Heftreihe von 1886 bis 1944 und von 1952 bis 1953.

## Geschichte

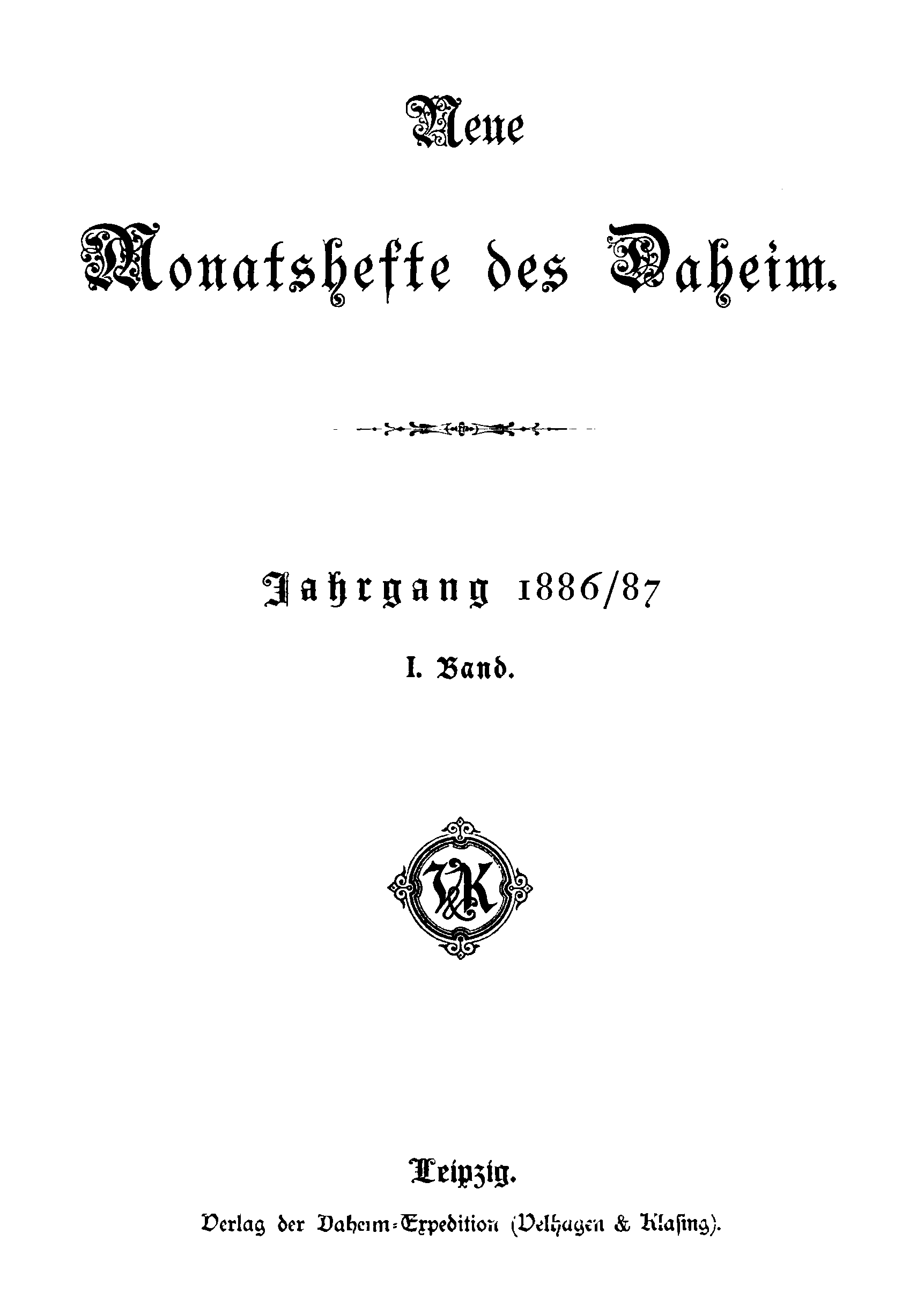
Erste Ausgabe 1886

1886 erschienen die ersten Neuen Monatshefte des Daheim im Verlag Velhagen und Klasing. 1889 wurden sie in Velhagen & Klasings neue Monatshefte umbenannt und 1891 in Velhagen & Klasings Monatshefte.
Es  gab darin Berichte aus Kultur, Kunst und Gesellschaft, dazu Erzählungen, Gedichte und weitere literarische Texte, Reiseberichte, Abbildungen von Kunstwerken, teilweise in guter technischer Qualität und mehr.
Im Oktober 1944 erschien die vorerst letzte Ausgabe. Von März 1952 bis 1953 wurden wieder einige Hefte mit diesem Titel herausgegeben.

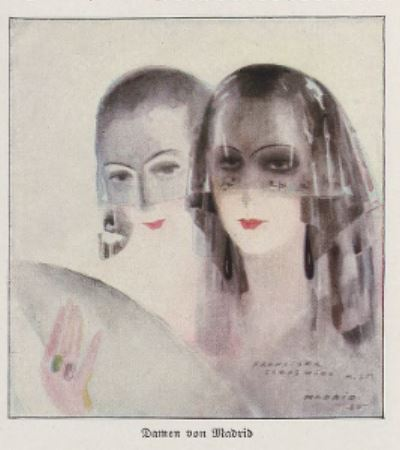
Franziska Schlopsnies, Damen von Madrid, 1927

## Persönlichkeiten
Leitende Redakteure
Die Monatshefte wurden zeitweise  von zwei Chefredakteuren gemeinsam geleitet.
- Theodor Hermann Patenius, um 1890–um 1907
- Hanns von Zobeltitz, um 1898–um 1917
- Paul Oskar Höcker, vor 1915–um 1919
- Paul Weiglin, 1919–1944